# Thalma
Thalma – rodzaj pluskwiaków z podrzędu różnoskrzydłych i rodziny Dinidoridae. Obejmuje dwa opisane gatunki.

## Morfologia
Pluskwiaki o szerokim, owalnym ciele, długości od 17 do 21 mm i szerokości od 10,1 do 11,5 mm, z wierzchu słabiej, a od spodu silniej wypukłym. Dominująca barwa bywa od rudobrązowej po czarniawobrązową.
Głowa jest punktowana i poprzecznie pobrużdżona. Płytki żuwaczkowe są znacznie dłuższe od przedustka i stykają się przed nim. Boczne brzegi głowy formują parę wyraźnych ząbków przed dużymi, wyłupiastymi oczami. Odległość między przyoczkami jest zbliżona do odległości między przyoczkiem a brzegiem oka złożonego. Czułki budują cztery człony. Bukule są płatowate. Czteroczłonowa kłujka sięga w spoczynku do bioder tylnej pary.
Przedplecze jest szersze niż dłuższe, w zarysie trapezowate, o przedniej krawędzi wklęsłej i krawędziach bocznych równomiernie łukowatych. Sięgająca środka długości odwłoka tarczka ma szerokość niemal równą długości i zaokrąglony wierzchołek. Półpokrywy mają przykrywki dłuższe od tarczki, a zakrywki wystają nieco poza koniec odwłoka. Głęboki rowek biegnie środkiem śródpiersia i zapiersia. Ujścia gruczołów zapachowych zatułowia są wyraźnie widoczne. Odnóża wieńczą dwuczłonowe stopy.
Odwłok ma listewkę brzeżną odsłoniętą lub zakrytą półpokrywami. Przetchlinki na pierwszym z widocznych sternitów odwłoka mogą być odsłonięte lub zasłonięte przez zapiersie. Genitalia samca mają duże, szerokie, owalne paramery.

## Rozprzestrzenienie
Rodzaj znany z Ambonu, Nowej Gwinei, innych wysp Melanezji oraz należących do Australii Wysp w Cieśninie Torresa.

## Taksonomia
Do rodzaju tego należą dwa opisane gatunki:
- Thalma biguttata Walker, 1868
- Thalma secunda Lis & Kocorek, 1996

Rodzaj i gatunek typowy opisane zostały w 1868 roku przez Francisa Walkera. Drugi gatunek opisali w 1996 roku Jerzy A. Lis i Anna Kocorek.